# Parigi-Camembert 2022
La Parigi-Camembert 2022, ottantatreesima edizione della corsa, valevole come evento dell'UCI Europe Tour 2022 e come settima prova della Coppa di Francia categoria 1.1, si è svolta il 12 aprile 2022, su un percorso di 213,8 km, con partenza da Pont-Audemer e arrivo a Livarot, in Francia. La vittoria fu appannaggio del francese Anthony Delaplace, il quale completò il percorso in 5h12'01", alla media di 41,113 km/h, precedendo i connazionali Valentin Ferron e Thibault Ferasse.
Sul traguardo di Livarot 77 ciclisti, su 96 partiti da Pont-Audemer, porteranno a termine la competizione.

## Squadre e corridori partecipanti
| N.    | Cod. | Squadra                          |
| ----- | ---- | -------------------------------- |
| 1-7   | ACT  | AG2R Citroën Team                |
| 11-17 | BWB  | Bingoal Pauwels Sauces WB        |
| 21-27 | TIC  | Tarteletto-Isorex                |
| 31-37 | SVB  | Sport Vlaanderen-Baloise         |
| 41-47 | AFC  | Alpecin-Fenix                    |
| 51-57 | ARK  | Team Arkéa-Samsic                |
| 61-67 | GRL  | Go Sport-Roubaix Lille Métropole |
| 71-77 | UXT  | Uno-X Pro Cycling Team           |

| N.      | Cod. | Squadra                    |
| ------- | ---- | -------------------------- |
| 81-87   | AUB  | St Michel-Auber 93         |
| 91-97   | UNA  | Team U Nantes Atlantique   |
| 101-107 | GFC  | Groupama-FDJ               |
| 111-117 | COF  | Cofidis                    |
| 121-127 | BBK  | B&B Hotels-KTM             |
| 131-137 | NMC  | Nice Métropole Côte d'Azur |
| 141-147 | TEN  | TotalEnergies              |

## Ordine d'arrivo (Top 10)
| Pos. | Corridore         | Squadra       | Tempo    |
| ---- | ----------------- | ------------- | -------- |
| 1    | Anthony Delaplace | Arkéa         | 5h12'01" |
| 2    | Valentin Ferron   | TotalEnergies | a 4"     |
| 3    | Thibault Ferasse  | B&B Hotels    | a 14"    |
| 4    | Geoffrey Bouchard | AG2R          | s.t.     |
| 5    | Jimmy Janssens    | Alpecin       | s.t.     |
| 6    | Matis Louvel      | Arkéa         | a 39"    |
| 7    | E. Boasson Hagen  | TotalEnergies | s.t.     |
| 8    | Luca Mozzato      | B&B Hotels    | s.t.     |
| 9    | Damien Touzé      | AG2R          | s.t.     |
| 10   | Axel Zingle       | Cofidis       | s.t.     |